# Mpanjaka grandidieri
Mpanjaka grandidieri este o molie din familia Erebidae care se găsește în centrul Madagascarului.
Aripile sunt gri, stropite cu negru și traversate de 4 dungi albe în zigzag. Corpul este albicios-maro și roșcate ca de nisip în spatele gulerului. Abdomenul are pete dorsale negricioase. Antenele sunt albe, picioarele negre cu picățele maro-brun.
Masculul are o anvergură de 53 mm. Această specie a fost descrisă ca un specimen din Ankafana, Madagascarul central.

## Vezi și
- Listă de molii din Madagascar

## Legături externe
- en Baza de date a genului Lepidoptera la Muzeul de istorie naturală